# One Shot '80 Volume 10 (Dance Italia)
One Shot '80 Volume 10 (Dance Italia) è la decima raccolta di canzoni degli anni '80, pubblicata in Italia dalla Universal su CD (catalogo 314 5 60827 2) e cassetta nel 2000, appartenente alla serie One Shot '80 della collana One Shot.
Raggiunge la posizione numero 17 nella classifica degli album in Italia, risultando il 159° più venduto durante il 2000.

## Il disco
Secondo volume in due CD dedicato esclusivamente alla musica dance prodotta in Italia, il primo nella serie era stato il quinto.

## Tracce
Il primo è l'anno di pubblicazione del singolo, il secondo quello dell'album; altrimenti coincidono.

### CD 1
1. Raf – Self Control – 3:57 (testo: Steve Piccolo – musica: Raffaele Riefoli, Giancarlo Bigazzi) – 1984
2. Tracy Spencer – Run to Me (single version) – 3:41 (testo: Graziano Pegoraro – musica: Ray Foster, Romano Bais, Pier Michele Bozzetti) – 1986, 1987
3. Gazebo – Lunatic – 3:55 (testo: Pierluigi Giombini – musica: Paul Mazzolini) – 1983
4. Spagna – Call Me – 4:05 (Ivana Spagna, Alfredo 'Larry' Pignagnoli, Giorgio Spagna) – 1987
5. Den Harrow – Catch the Fox (feat. Tom Hooker) – 3:57 (testo: Thomas Hooker Beecher – musica: 'Fio'renzo Zanotti, Roberto Turatti, Miki Chieregato) – 1986, 1987
6. Novecento – Movin' On – 3:55 (testo: Lynn Barbara Addoms – musica: Nicola 'Lino' Nicolosi) – 1984
7. Cube – Prince of the Moment (single version) – 4:06 (testo: Paul Griffiths – musica: Mauro Malavasi) – 1983
8. Via Verdi – Diamond – 3:52 (testo: Patrizio Giuliante – musica: Marco Grati, Mario Flores) – 1986, 1987
9. Fun Fun – Colour My Love (single version) – 3:55 (testo: Ivana Spagna – musica: Abacab = Alfredo 'Larry' Pignagnoli, Dario Raimondi) – 1984
10. Gary Low – I Want You (single version) – 3:36 (testo: Gary Low – musica: Pietro Micioni, Massimo Di Carlo, Roberto Masala) – 1983
11. La Bionda – I Wanna Be Your Lover (single version) – 3:12 (testo: Richard Palmer James, Michelangelo La Bionda – musica: Michelangelo e Carmelo La Bionda) – 1980
12. Kano – I'm Ready (single version) – 3:35 (testo: Matteo Bonsanto – musica: Stefano Pulga, Luciano Ninzatti) – 1980
13. Sabrina Salerno – Boys (Summertime Love) (single version) – 3:38 (testo: Claudio Cecchetto, Malcolm Charlton – musica: Matteo Bonsanto, Roberto Rossi) – 1987
14. Gaznevada – I.C. Love Affair (single version) – 3:30 (testo: Billy Blade = Alessandro Raffini – musica: E. Robert Squibb = Ciro Pagano) – 1982, 1983
15. Taffy – Once More – 3:58 (testo: Katherine Quaye – musica: Graziano Pegoraro) – 1985
16. Scotch – Take Me Up (single version) – 3:29 (testo: 'Vince'nzo Lancini – musica: Fabio Margutti) – 1985
17. Valerie Dore – Get Closer (feat. Dora Carofiglio) (7" vocal version) – 4:09 (testo: Lynn Barbara Addoms – musica: Pino Nicolosi) – 1985
18. Moses – We Just (instrumental) – 3:01 (musica: Romano Musumarra, Jerry Cutillo, Mario Tagliaferri) – 1985
19. Savage – Only You (radio single version) – 3:49 (Roberto Zanetti) – 1984

Durata totale: 71:20

### CD 2
1. Taffy – I Love My Radio – 4:08 (testo: Claudio Cecchetto, Pier Michele Bozzetti – musica: Graziano Pegoraro) – 1985
2. Den Harrow – To Meet Me (feat. Charles 'Chuck' Rolando) – 3:50 (testo: Enrico Ruggeri – musica: Roberto Turatti) – 1983
3. Eddy Huntington – U.S.S.R. (single version) – 3:24 (testo: Thomas Hooker Beecher – musica: Roberto Turatti, Miki Chieregato) – 1986, 1988
4. P. Lion – Dream (single version) – 4:02 (Pietro Paolo Pelandi) – 1984
5. Sandy Marton – Modern Lovers – 4:10 (testo: Aleksandar Marton – musica: Aleksandar Marton, Celso Valli) – 1986
6. Albert One – Turbo Diesel – 4:02 (testo: Charles 'Chuck' Rolando, Federico Di Bonaventura – musica: Roberto Turatti, Miki Chieregato) – 1984
7. Baby's Gang – Happy Song – 3:20 (testo: Abacab = Alfredo 'Larry' Pignagnoli – musica: Ivana Spagna, Ottavio Bacciocchi) – 1983
8. Gazebo – Telephone Mama (maxi single version) – 5:41 (testo: Paul Mazzolini – musica: Pierluigi Giombini) – 1984
9. Max Him – Lady Fantasy – 4:06 (testo: Dino Melotti – musica: Romano Trevisani) – 1985, 1986
10. Diana Est – Tenax – 3:56 (testo: Enrico Ruggeri – musica: Stefano Previsti) – 1982
11. Miko Mission – How Old Are You? – 4:12 (testo: Pier Michele Bozzetti, Tony Carrasco – musica: Graziano Pegoraro) – 1984
12. Betty Villani – De nuevo tú – 3:45 (testo: Carlos Ramon Amart – musica: Lucio Battisti) – 1988
13. Radiorama – Chance to Desire (album version) – 4:02 (testo: Simona Zanini – musica: Aldo Martinelli) – 1985, 1986
14. Moonbase – Waiting for a Train – 4:10 (Harry Vanda, George Young) – 1983
15. Ken Laszlo – Hey Hey Guy – 3:21 (Sandro Oliva) – 1984
16. Finzy Contini – Cha Cha Cha (single version) – 3:05 (testo: Graziella Boido – musica: Bruno Rosellini, Fabrizio Baldoni, Mino Reitano, Franco Reitano) – 1985, 1987
17. Styloo – Pretty Face – 3:43 (testo: Alberto Signorini, Rino Facchinetti – musica: Alberto Signorini, Laura Dominioni) – 1983
18. Gino Latino – Yo (instrumental) – 2:45 (musica: Lorenzo Cherubini, Claudio Cecchetto, Luca Cersosimo) – 1988
19. Steve Allen – Letter from My Heart (maxi single version) – 5:24 (testo: Franca Poli, Maria Antonietta Merla – musica: Elisabetta Paselli) – 1984

Durata totale: 75:06